# Гринбойм, Ицхак
Ицхак Гринбойм (Ицхак Гринбаум, ивр. יצחק גרינבוים‎, идиш יצחק גרינבוים‎, англ. Yitzhak Gruenbaum, пол. Izaak Grünbaum, 27 ноября 1879 года, Варшава, Царство Польское, Российская империя — 7 сентября 1970 года, Ган-Шмуэль, Израиль) — один из лидеров сионистского движения Польши, писатель, первый министр внутренних дел Израиля.

## Детство и юность
Ицхак Гринбойм родился 27 ноября 1879 года в Варшаве, в семье известного деятеля движения Хаскалы. В 1881 году семья переехала в Плоньск, где Гринбойм получил начальное образование в хедере и гимназии. После окончания гимназии Гринбойм вернулся в Варшаву и поступил на юридический факультет Варшавского университета.

## Журналистская работа и начало политической деятельности
Журналистской работой Гринбойм стал заниматься ещё будучи студентом, в 1901 году. Он много писал на иврите, русском. идише и польском. В своих статьях он придерживался идей сионистского течения «Служение современности», идейным вдохновителем которого был Мартин Бубер. Сторонники этих идей придерживались мнения, что только с возвращением на Святую землю может быть решена еврейская национальная проблема. но вместе с тем, они считали, что надо уделять внимание и развитию еврейской диаспоры. Они придерживались мнения, что необходимо укреплять социальный и экономический статус евреев, живущих в рассеянии, чтобы позволить им переселения в Палестину. Гринбойм так же был, вместе с Зеевом Жаботинским одним из соавторов «Хелсигфорского плана», программы сионистского движения по борьбе за равные права для всех национальных меньшинств. Гринбойм принимал участие во всех сионистских конгрессах, последовательно отстаивая права светского еврейство и борясь за статус языка идиш в сионистских учреждениях.

## В польском Сейме
В 1919 году Гринбойм становится депутатом польского сейма. В рамках парламентской работы Гринбойм принимал участие в работе Конституционной комиссии, стал одним из разработчиков конституции Польской Республики. В 1922 году он создал в сейме «блок национальных меньшинств», объединяющий белорусов, украинцев, немцев, евреев и другие национальные меньшинства Польши. Блок ставил своей целью противостоять программе разделения Польши на избирательные округа, так как разделение планировалось таким образом, чтобы нейтрализовать электоральный потенциал нацменьшинств. Под руководством Гринбойма еврейские партии смогли добиться беспрецедентного успеха — получить 35 парламентских мест в сейме. В 1927 году, Гринбойм решил бойкотировать представителей партии религиозных ортодоксов «Агудат Исраэль» и как следствие, ни один из представителей этой партии не прошёл в сейм. В ответ на это в 1930 году партия «Агудат Исраэль» выставила своим кандидатом в том же избирательном округе, в котором баллотировался Гринбойм, популярного среди местных евреев раввина Аарона Левина. И Ицхак Гринбойм проиграл на выборах, уступив своё место Левину.

## Сионистская деятельность
Гринбойм был одним из основателей объединения «Тарбут» (Культура), занимающегося развитием светской еврейской культуры и образования среди евреев диаспоры. Он так же являлся главой представительства еврейской общины Израиля в Польше, и главой Фонда Развития Израиля (קרן קיימת לישראל) в этой стране.

## В Палестине
В 1925 году Гринбойм впервые посетил Палестину. В 1933 году, на восемнадцатом сионистском конгрессе он был избран в состав сионистского руководства. В том же году переехал жить из Польши в Палестину. С этого времени и до 1948 года занимал различные руководящие посты в Еврейском Агентстве и в Сионистском Профсоюзе. Он также возглавлял «Институт Бялика», занимающийся сохранением и распространением еврейского культурного наследия.

## Образование Государства Израиль
В апреле 1948 года, в преддверии образования Государства Израиль, Гринбойм был избран в состав Народного правления" (מנהלת העם), и получил должность первого Министра Внутренних Дел Израиля. На этом посту Гринбойм организовал подготовку проведения первых выборов в Кнессет, на которых баллотировался во главе собственного списка «Списка Ицхака Гринбойма». Но список не смог преодолеть электоральный барьер.

## После выхода из правительства
После поражения на выборах Ицхак Гринбойм переезжает в Ган Шмуэль, кибуц, членом которого был его сын. Здесь он занимается редакторской и издательской деятельностью. Среди подготовленных им к изданию книг, такие как «Энциклопедия диаспоры», «Сионистское движение и его развитие» и многие другие.
Ицхак Гринбойм скончался в 1970 году.